# 阿部吉雄
阿部 吉雄（あべ よしお、1905年（明治38年）5月12日 - 1978年（昭和53年）5月30日）は、日本の中国哲学者。

## 経歴
出生から修学期
1905年、山形県で生まれた。山形高等学校を経て、東京帝国大学文学部支那哲学科に入学。1928年、卒業論文『荀子の研究』を提出して同大学を卒業。同大学大学院に進学した。
漢学研究者として
1930年、東方文化学院東京研究所の助手となり、服部宇之吉の「儀礼鄭注補正」の助手を務めた。1935年に同研究所研究員となり、「朱子経説の淵源」の題目で研究を進めた。
1941年、京城帝国大学法文学部助教授として赴任。当地で朝鮮儒学に関心を抱いた。李退渓と闇書の思想的血縁関係について著した専門書をまとめたものの、公刊直前に敗戦となり、原稿ともども失う。戦後、無一文で日本に引き揚げ、東京大学教養学部教授に就いた。
戦後
1961年、学位論文『江戸初期儒学と朝鮮儒学』を東京大学文学博士号を取得。1964年に刊行した『日本朱子学と朝鮮』は、この論文に多少の手を加えたものである。1966年に東京大学を定年退官し、名誉教授となった。その後は実践女子大学教授を死去まで務めた。

## 研究内容・業績
京城帝国大学へ赴任したことから、朝鮮儒学に関して研究を進め、日中間の儒学受容の比較をおこなった。1972年に李退渓研究会を組織し、1974年には同研究会の会長に就任し、日韓両国において李退渓研究国際学会を開催した。
また漢和辞書編纂に関わるなど漢文教育にも関与した。

## 著作
著書
- 『李退渓』文教書院(日本教育先哲叢書) 1944年
- 『漢文の研究』旺文社 1952
  - 改訂版 1960年
- 『論語』旺文社(漢文学習叢書) 1956
- 『山崎闇斎先生の学問』山崎町 1962
- 『日本朱子学と朝鮮』東京大学出版会 1965
- 『荘子』明徳出版社(中国古典新書) 1968
- 『儒教の変遷と現況 日本・中国・朝鮮の比較』霞山会 1977
- 『李退溪 その行動と思想』評論社(東洋人の行動と思想) 1977

共編著
- 『語典』橋本重次郎共著、駸々堂書店 1931年
- 『当用漢字辞典』編　旺文社 1962年
- 『旺文社漢和辞典』(2版) 編、旺文社、1964
- 『中国の哲学』編著、明徳出版社 1964
- 『老子』(新釈漢文大系 7) 山本敏夫共著、明治書院 1966
  - (新書漢文大系)1996年、2002年
- 『旺文社小学漢字辞典』編、1973
- 『李退渓全集 日本刻版』李退渓研究会 1975
- 『旺文社漢和中辞典』赤塚忠共編 1977

- 『朝鮮の朱子学・日本の朱子学 上』(朱子学大系 12)訳注、明徳出版社 1977

## 関連書籍
- 『東アジアの思想と文化 故阿部吉雄博士を偲ぶ』 韓国研究院、企画・編集、図書文献センター、1980年